# Sanniti
I Sanniti furono un antico popolo italico stanziato nell'area centromeridionale della Penisola. Da costoro prende il nome la regione storica del Sannio, corrispondente a parte delle attuali regioni Abruzzo, Molise, Campania nonché a talune aree marginali di Lazio, Puglia e Basilicata.
La storiografia antica, prevalentemente romana, descriveva i Sanniti come una popolazione dedita prevalentemente alla pastorizia, articolata in insediamenti sparsi (vicatim), organizzata in tribù federate in una lega. Particolarmente marcata era la loro bellicosità: secondo la tradizione Roma sarebbe riuscita a sconfiggere questo popolo soltanto dopo tre sanguinosissime guerre. La Regio IV Samnium, istituita in età augustea, corrispondeva solo parzialmente all'antico Sannio.

## Etnonimo
I Sanniti definivano Safinim (dalla radice italica Sab-/Saf- presente anche negli etnonimi "Sabini" e "Sabelli", ad esempio) il proprio territorio nazionale, e definendo se stessi col il nome di Safineis (in greco antico Σαφινείς). Le differenti denominazioni a noi giunte attraverso la lingua latina si spiegano con la circostanza che in latino arcaico la /f/ intervocalica non era presente, per cui Safinim divenne per assimilazione Samnium, da cui i Romani derivarono il toponimico Samnites per designarne gli abitanti.

## Storia

### IlVer Sacrum
Secondo quanto raccontato da Dionigi di Alicarnasso, i Sabini, che avevano lungamente combattuto contro i vicini Umbri, non potendo prevalere, decisero di sacrificare i nati di quell'anno se avessero riportato vittoria sugli Umbri. Ottenuta la vittoria, ma essendo stati poi oppressi da grave carestia, per liberarsi da tale calamità decisero di dedicare agli dèi i loro figli, allo scopo di ritrovare l'abbondanza perduta. Questi, consacrati al dio Marte, una volta raggiunta l'età adulta furono mandati dai loro genitori a cercarsi una nuova dimora.
Questo schema appare replicato nelle altre leggende relative all'origine delle varie tribù sannitiche: in ognuna di esse compare la storia di un gruppo di giovani che abbandona la propria comunità d'origine al seguito di un animale totemico. Ad esempio, i sanniti Pentri avrebbero fondato la città di Bovianum seguendo un bue, mentre gli Irpini avrebbero seguito un lupo (in osco hirpus).

Il ver sacrum costituisce dunque l'evento che dà origine sia a nuovi centri abitati sia a intere popolazioni, probabilmente in seguito a sovrappopolazione dei territori d'origine 

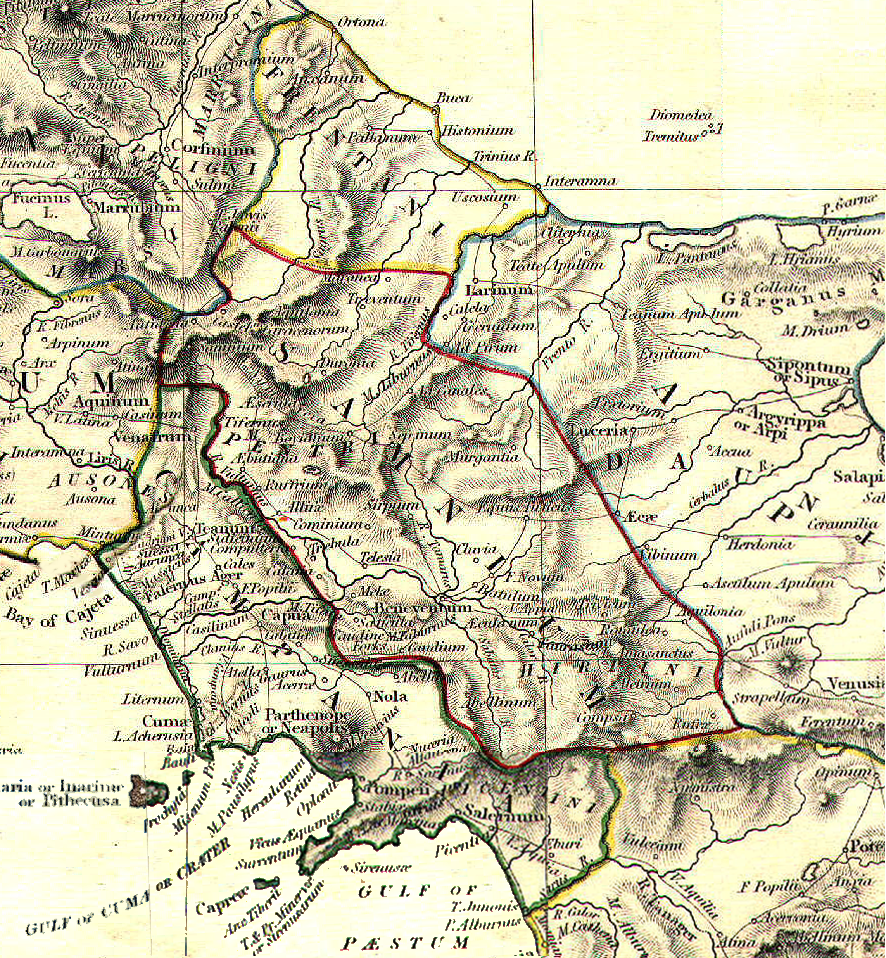
Il Sannio secondo l'Historical Atlas di William R. Shepherd (1911)

### La Lega sannitica
I Sanniti costituivano una confederazione di popoli, la Lega sannitica, ed erano strettamente correlati agli Osci, popolazione indoeuropea del gruppo osco-umbro. In epoca storica i Sanniti risultano dispersi su un vasto territorio delimitato a nord dai monti della Maiella, in Abruzzo, al confine con i Marrucini (a nord-est), i Peligni (a nord) e i Marsi (a nord-ovest); a sud ed a est dal Tavoliere delle Puglie e dalle coste adriatiche; a ovest dal Mar Tirreno, dalle terre dei Volsci, degli Aurunci, dei Sidicini e dei Latini.
La formazione dell'ethnos sannita è avvenuta intorno al V secolo a.C.. I Sanniti si suddividevano in quattro tribù principali: Caudini, Irpini, Pentri e Carricini.

### Le Guerre sannitiche
Il territorio occupato dalla confederazione sannita si espanse progressivamente, ma giunti a toccare il Basso Lazio e la zona di Napoli i Sanniti dovettero confrontarsi con i Romani, con i quali stipularono in primo luogo un patto di amicizia nel 354 a.C.. Undici anni dopo, nel 343 a.C., la città etrusca di Capua fu occupata dai Sanniti e chiese aiuto al Senato romano, che accolse la supplica. La prima guerra sannitica fu breve e i Romani prevalsero, nonostante alcune difficoltà iniziali, grazie alla Battaglia di Suessula (341 a.C.) Le tensioni sociali interne e la preoccupazione per la possibile infedeltà di altri popoli italici appena sottomessi indussero però il Senato a stipulare un trattato di pace assai mite con i Sanniti.

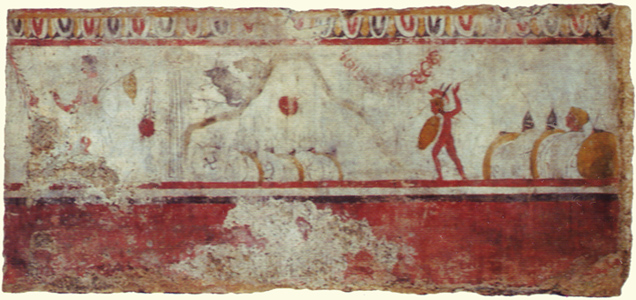
La Battaglia delle Forche Caudine (321 a.C.), dove i Sanniti si imposero duramente sui Romani, in un dipinto romano

Casus belli della seconda guerra sannitica fu la fondazione della colonia romana di Fregellae, in territorio sannitico; il conflitto divampò nel 326 a.C. e i Sanniti poterono contare sull'appoggio di altri popoli da poco sottomessi ai Romani e che mal ne tolleravano il giogo. Inizialmente la guerra fu favorevole ai Sanniti: guidati da Gaio Ponzio, umiliarono i Romani nelle Forche Caudine (321 a.C.), nei pressi di Caudium, che impose al Senato una tregua. Le ostilità ripresero nel 316 a.C. e i Sanniti ebbero di nuovo inizialmente la meglio, espandendosi verso il Lazio grazie all'appoggio della Lega Ernica; Roma tuttavia riuscì ad imporsi nei pressi di Maleventum (odierna Benevento), grazie alle truppe guidate dalle legioni di Papirio Cursore e di Bibulco, e quindi ad avere la meglio sulla Lega ed infine, nella battaglia di Boviano (305 a.C.), sugli stessi Sanniti, che l'anno seguente accettarono un trattato di pace i cui termini ricalcavano formalmente quello precedente, ma che di fatto aprì la strada a una sempre maggiore presenza romana nel Sannio.
La definitiva sottomissione dei Sanniti a Roma fu sancita dalla terza guerra sannitica (298-290 a.C.). Preoccupati dall'espansionismo romano, i Sanniti si unirono in una nuova coalizione con Etruschi e Umbri, ma i Romani prevalsero nella battaglia di Sentino (295 a.C.); rimasti isolati i Sanniti subirono la sconfitta definitiva nella battaglia di Aquilonia del 293 a.C. e, confinati in un territorio ristretto, non furono più in grado di mettere seriamente in discussione l'egemonia romana, anche se conservarono un certo grado di autonomia e di identità.

### Le ultime rivolte e la romanizzazione

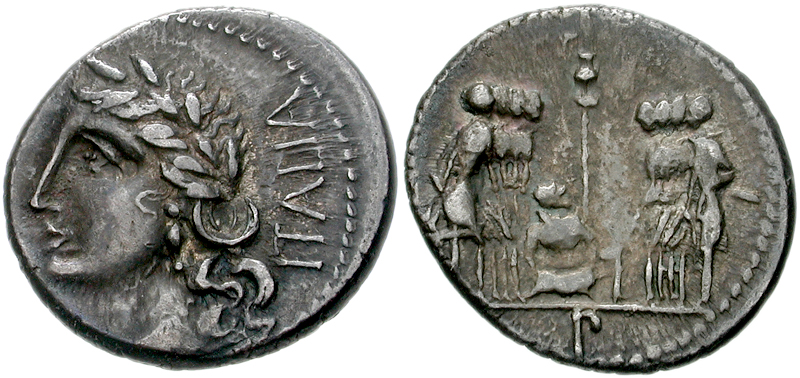
La moneta corfiniense coniata durante la guerra sociale, con scritto ITALIA

La politica condotta da Roma sui Sanniti dopo il 290 a.C. fu dura; tra l'altro, a seguito della deduzione della colonia beneventana (268 a.C.), le due principali tribù sannitiche (i Pentri e gli Irpini) furono tra loro separate. Inoltre, nonostante il rispetto formale della loro autonomia, sostanzialmente i Sanniti furono integrati forzatamente nel sistema capitolino anche mediante deportazioni di massa e distruzioni di interi villaggi. Tuttavia ciò avvenne molto lentamente, poiché essi conservarono sempre una fiera ostilità nei confronti del dominio romano e non persero occasione di dimostrare il loro spirito di rivolta nei confronti degli oppressori: appoggiarono le Guerre pirriche (280-275 a.C.) e l'avanzata di Annibale in Italia (217-214 a.C.). Alcune parti del territorio sannita erano state comunque tempestivamente confiscate; nel 180 a.C. in quelle stesse terre furono poi fatti insediare i Liguri Bebiani e Corneliani, deportati dalla Lunigiana.
I sanniti inoltre parteciparono alla rivolta dei popoli italici nella guerra sociale del 90-88 a.C.; istituendo la loro capitale a Corfinium (Corfinio, AQ), con un governo autocratico, e alcuni capi sanniti, Quinto Poppedio Silone, Gaio Papio Mutilo e Mario Egnazio, guidarono con tenacia e abilità le forze della coalizione contro Roma. Alla fine i ribelli vennero sconfitti dai Romani e Lucio Cornelio Silla devastò con il suo esercito il territorio sannitico.
I Sanniti parteciparono anche alla guerra civile romana tra sillani e mariani dell'83-82 a.C. affiancando la fazione democratica contro l'aristocrazia guidata da Cornelio Silla; un grande esercito sannita, guidato dal valente condottiero Ponzio Telesino, marciò audacemente su Roma giungendo fino alle porte della città; Silla, accorso in soccorso della capitale con il suo esercito, riuscì, dopo una drammatica battaglia, a distruggere l'esercito sannita nello scontro della Porta Collina, Ponzio Telesino cadde sul campo. Questo comportò altra distruzione nel Sannio da parte di Silla, inserendo i sanniti nelle liste di proscrizione e, a chi lo accusava di crudeltà, secondo Strabone, "egli rispondeva di aver imparato che nessuno dei Romani sarebbe potuto vivere in pace finché anche un solo Sannita fosse sopravvissuto".
I Sanniti ricomparirono sulla scena politica anche nel corso della Terza guerra servile (73-71 a.C.) e della congiura di Catilina (62 a.C.). Soltanto a distanza di qualche secolo si ottenne una definitiva pacificazione poiché i Romani, per garantire la stabilità dei territori assoggettati nonché una valvola di sfogo contro ulteriori ribellioni, concessero lentamente la cittadinanza a tutte le popolazioni italiche. Con il tempo, i Sanniti si integrarono anche nella classe dirigente romana; uno dei più famosi fu Ponzio Pilato, Prefetto della Giudea ai tempi di Cristo, infatti il nome di Ponzio rimanda a origini sannite.

## Suddivisione in tribù
Le principali tribù sannitiche erano quattro:
- i Carricini occupavano la zona settentrionale; le loro città principali erano Cluviae e Juvanum;
- i Pentri occupavano l’area centrale del Sannio, con capitale Bovianum;
- i Caudini occupavano la zona sud-occidentale, con capitale Caudium;
- gli Irpini occupavano la zona sud-orientale; i loro centri principali erano Aquilonia, Aeculanum, Aequum Tuticum, Abellinum, Compsa e Vescellium.

Molte altre città (ad esempio Aufidena, Telesia, Maleventum) erano certamente sannitiche, ma non si sa con certezza a quale tribù appartenessero. La distribuzione geografica tribale appariva comunque strettamente connessa alla situazione orografica: ognuna delle quattro tribù era infatti organizzata attorno a un massiccio montuoso che poteva fungere da estremo rifugio in caso di pericolo: la Maiella per i Carricini, il Matese per i Pentri, il Taburno per i Caudini e i monti dell'Irpinia per gli stessi Irpini.

## Società e vita quotidiana
Nel Sannio preromano esistevano pochi centri urbani di una certa grandezza. Quella sannitica era una società rurale e le città erano costituite principalmente da capanne di pastori. Abellinum, Aesernia, Aeclanum, Allifae, Aquilonia, Bovianum, Cubulteria, Maleventum, Saepinum, Telesia, Trebula Balliensis e pochi altri centri sembra siano state città di una certa importanza ai tempi in cui il Sannio era indipendente, ma la loro estensione rimase assai limitata fino all'epoca della colonizzazione romana. La società sannitica, priva di un governo centrale organizzato e organizzata in comunità rurali, deve aver avuto caratteristiche servili e feudali. Le classi inferiori dipendevano economicamente dagli aristocratici ma non sembra che la schiavitù vera e propria fosse molto estesa: il sannita medio non era uno schiavo ma è certo che la sua era una vita di lavoro e sacrificio, alle dipendenze del signore locale.
A causa del clima ostico e per la diffusione della pastorizia i Sanniti utilizzavano indumenti di lana. Per quanto riguarda invece gli accessori, nonostante i popoli dell'Italia meridionale in genere amassero molto i gioielli, i Sanniti non essendo ricchi potevano permettersene pochi: sono stati ritrovati più che altro orecchini e forcine, e più di tutti fibulae o coltelli che erano soliti attaccare alle cinture.
I Sanniti erano monogami ed il divorzio era consentito. Secondo Orazio il ruolo della moglie sannita era molto importante, si occupava della casa e dell'allevamento ed educazione dei figli.
Molto popolari erano i combattimenti tra gladiatori: fu probabilmente dai Sanniti che tale cruento passatempo venne importato a Roma. Per lungo tempo, infatti, il solo tipo di gladiatore conosciuto a Roma era quello noto come sannita. La scuola di gladiatori più famosa risiedeva nella città di Capua, come testimonia anche lo storico Valerio Massimo. Originariamente i combattimenti si svolgevano solo in occasione dei funerali.

## Economia

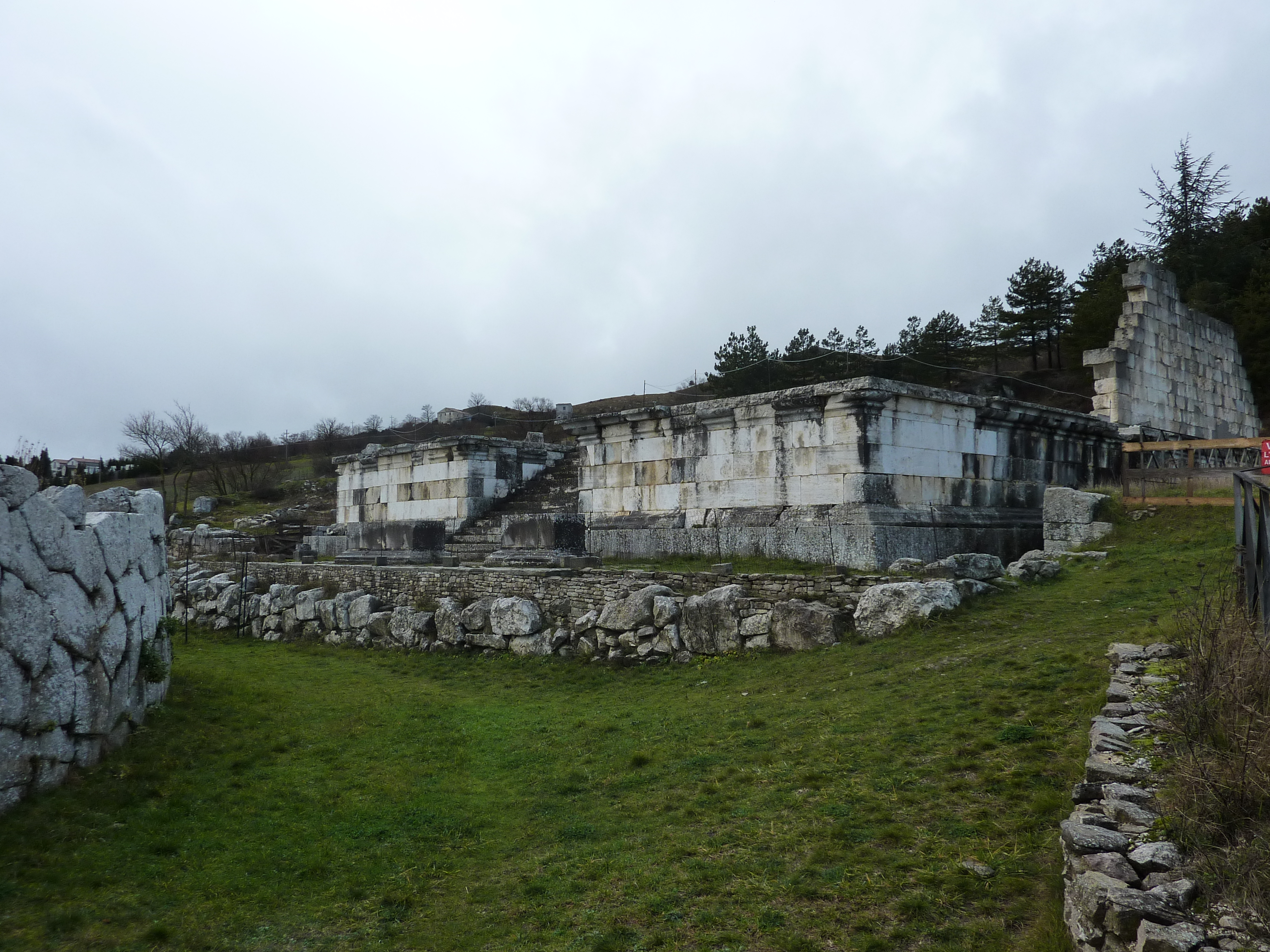
Tempio sannita di Pietrabbondante

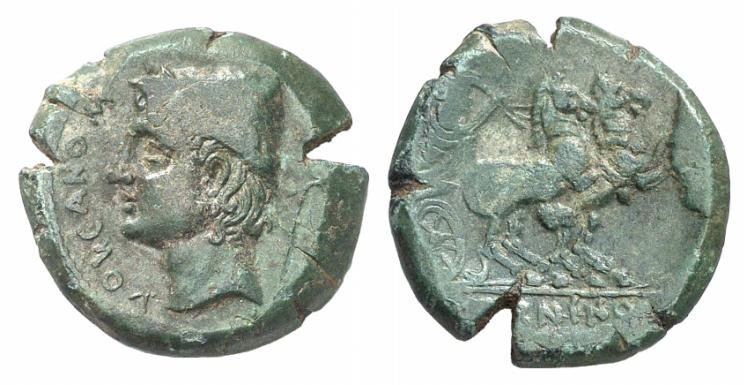
Bronzo Vulcano di Isernia

I Sanniti erano essenzialmente un popolo di contadini, cacciatori e guerrieri; in alcune zone, tuttavia, l'allevamento del bestiame era prevalente sull'agricoltura, specialmente nelle terre dei Carecini e dei Pentri; nonché a Benevento, tra Castelvenere e Cerreto Sannita. Venivano allevati bovini, cavalli e, presumibilmente, asini, muli, pollame, capre e maiali. Ma per i Sanniti gli animali più importanti erano le pecore, per la produzione di latte e derivati, nonché per la lana. Durante l'estate si utilizzavano pascoli situati in altura, durante l'inverno i Sanniti percorrevano con i loro greggi lunghe distanze per raggiungere zone di pascolo in pianura: è la nota pratica della "transumanza", come detto. La Puglia era la principale destinazione, e i tratturi erano le vie di collegamento utilizzate nella transumanze, ancora oggi in parte rintracciabili.
L'industria locale non doveva essere molto sviluppata. La maggior parte della stoffa era tessuta in casa, e consisteva per lo più di lana tessuta dalle donne. Anche la lavorazione del metallo e altre attività artigianali erano praticate, anche se su scala relativamente ridotta, cioè la realizzazione di paramenti sacri, armature di personaggi importanti e ornamenti per i santuari.
Prima della guerra sociale gli stati del Sannio non coniarono né emisero monete, benché dovessero essere perfettamente a conoscenza dell'esistenza del denaro e, forse, usassero le monete dei paesi vicini. La coscienza di una monetazione propria iniziò a verificarsi dopo la guerre sannitiche, come nell'esempio di Capua, che iniziò a battere moneta dal 218 a.C., quando si ribellò a Roma nella seconda guerra punica. In realtà alcune città sannite emisero moneta (Aesernia, Capua), ma ciò avvenne solo quando non facevano più ufficialmente parte del Sannio. Lo sviluppo primario della moneta nel territorio avvenne durante la guerra sociale, con la zecca avente sede ad Aesernia.
L'importazione era tutt'altro che estesa, e i pochi prodotti di provenienza straniera rinvenuti non venivano certo da lontano, bensì dalle zone confinanti dell'Italia, come l'Apulia e Taranto, in stretto contatto con i Lucani, come per i Piceni.

## Governo
Gli Stati tribali sanniti nacquero dallo sviluppo di società contadine. La città-stato come unità di governo non esisteva: l'unità politica ed amministrativa non era il municipium bensì il touto, termine osco per definire la comunità. Il touto era l'unità che aveva carattere corporativo ed era evidentemente più vasto della normale civitas.
L'unità politica al di sotto della tribù era l'antichissima istituzione italica del pagus. Ciascun touto includeva vari pagi. Il pagus era un distretto rurale semi-indipendente, che si occupava di questioni sociali, agricole e soprattutto religiose: è inoltre probabile che attraverso di esso avvenisse il reclutamento militare.
Un touto nasceva quando un certo numero di pagi si univa in stretta associazione, venendo così immediatamente a poter contare sull'assoluta fedeltà di tutti i suoi membri. Presumibilmente, ciascuna delle quattro tribù sannite (Carecini, Caudini, Irpini e Pentri) costituiva un touto.
Ciascun touto era una repubblica, e non un regno. Le aristocrazie locali monopolizzavano il potere politico poiché solo i cittadini più ricchi potevano permettersi il lusso di ricoprire cariche pubbliche. La classe dominante conservava il suo potere attraverso la carica del meddix, termine osco generico dal significato assimilabile al latino iudex. Nell'esercizio del potere supremo il meddix tuticus era evidentemente l'equivalente del console romano. A differenza di quest'ultimo, però, non sembra avesse un collega con pari autorità (a Roma i Consoli eletti erano due). Oltre a questo magistrato supremo, vi erano funzionari minori: È possibile che ciascuno dei pagi che costituivano un touto avesse il suo meddix minor, che avrebbe avuto una posizione subordinata rispetto al meddix tuticus.
Presumibilmente, i Sanniti eleggevano i loro magistrati. Ciascuna tribù sannita doveva avere sia un consiglio sia un'assemblea (detta kombennio o komparakio) che si riunivano periodicamente in determinati luoghi, convocati e presieduti del meddix tuticus. La costituzione di uno stato sannita era quindi “mista”: il meddix tuticus rappresentava l'elemento monarchico, il consiglio quello aristocratico e il kombennio o komparakio quello democratico.
Un'istituzione sociale sannitica, che doveva svolgere funzioni sia governative che militari, era la Verehia o Verreia che, sul finire del V secolo a.C., si riconosceva in una organizzazione per la gioventù, simile alla juventus romana. I giovani sarebbero stati i Guardiani della Porta, dato che in osco il termine "vero" corrisponde al latino "porta". Tale istituzione serviva a formare i giovani sanniti alla vita militare, alle arti equestri ed all'uso delle armi.
Con il passare del tempo questa istituzione si identificò con una sorta di "compagnia di ventura" quasi ad individuare un gruppo di partecipanti che, sin da giovani, avrebbero insieme salito tutti i gradini della formazione militare tanto da dare vita ad una sorta di manipolo armato ben distinguibile da altri. Con la romanizzazione del Sannio la "Verehia" perse tutta la connotazione militare che l'aveva distinta, finendo con l'individuare un gruppo di persone che si occupava del bene della propria gente e della città in cui vivevano.

## Esercito

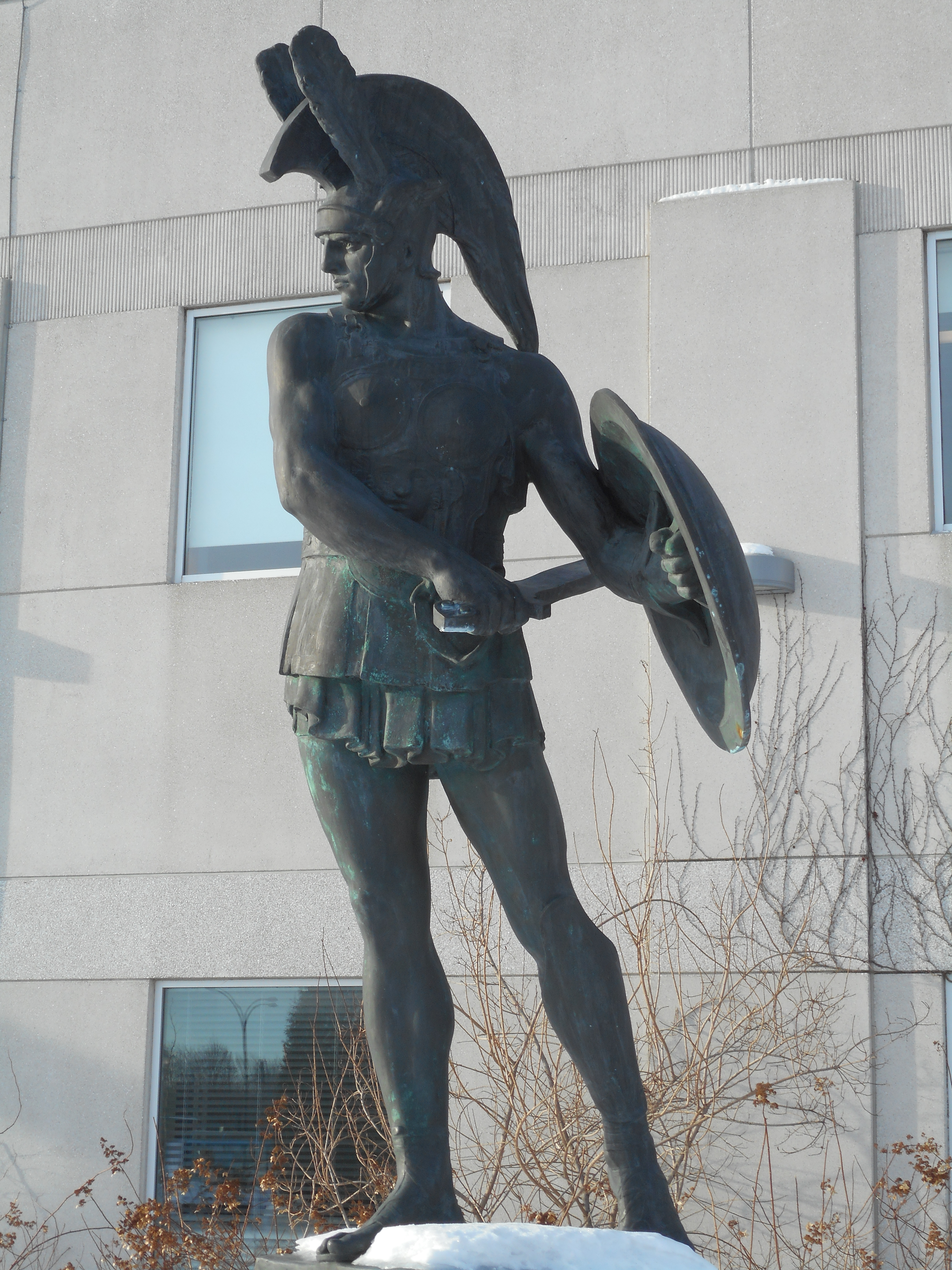
Statua di epoca moderna (inizio XX secolo) raffigurante un antico guerriero sannita (Pietrabbondante)

In origine l'esercito dei Sanniti era formato da gruppi di uomini, ciascuno dei quali guidato da un condottiero che chiedeva ed otteneva un impegno di fedeltà dai singoli guerrieri, impostazione simile a quella degli antichi Celti e Germani nonché a quella della Roma arcaica (ossia il prototipo della figura del meddix). Probabilmente furono le guerre sannitiche a far capire sia ai Romani che ai Sanniti che tale sistema era inadeguato. È certo che ai tempi della terza guerra sannitica, se non prima, i Sanniti avevano pienamente sviluppato e organizzato i loro eserciti tribali, che non dovevano essere molto diversi dall'esercito romano, tant'è che Livio non esitava a parlare di "legioni" sannite. Un esercito sannita era organizzato in coorti – secondo Livio composte da 400 uomini – e combatteva in manipoli; gli ufficiali includevano i tribuni militari. La cavalleria sannita godeva di ottima fama.
Come tanti popoli, allora ed ancora oggi, avevano nel loro esercito un certo numero di combattenti che formavano un gruppo scelto di guerrieri. Era la Legio Linteata, che Livio descrive come una sorta di equivalente della legione sacra tebana, vestita di bianco e posta sull'ala destra: dopo una particolare cerimonia sacra, diventava una casta di guerrieri votata al sacrificio estremo pur di difendere il proprio popolo.
I successi dei Sanniti sul terreno montuoso confermano come essi usassero un ordine di battaglia flessibile e aperto, piuttosto che schierare una falange serrata. Una tradizione, sostenuta dal frammento in greco detto Ineditum Vaticanum, vuole che i Sanniti usassero sia il giavellotto (pilum) sia il lungo scudo rigato (scutum) e che i Romani appresero da essi l'uso di tali armi, anche se è più probabile che i Romani abbiano adottato la tattica manipolare e tali armi in contemporanea ai Sanniti, all'inizio del IV secolo.

## Lingua
I Sanniti parlavano l'osco, una lingua indoeuropea del gruppo osco-umbro diffusa tra numerosi popoli italici ad essi affini, come i loro vicini meridionali Osci, assorbiti dai Sanniti nel V secolo a.C. Tra graffiti rinvenuti negli scavi archeologici di Pompei sono state rinvenute iscrizioni in osco, ancora vivo quindi nel I secolo a.C..
La lingua osca è una delle più attestate tra le osco-umbre, testimoniata da oltre 250 iscrizioni in caratteri greci, etruschi adattati e latini. Considerata il più conservativo tra le lingue osco-umbre, l'osco era parlato anche, in varietà dialettali più o meno differenziate, dai popoli affini Marrucini, Peligni, Osci e Sabini.

## Arte e architettura

### Pittura e scultura
Le prime forme d'arte rintracciabili nel Sannio sono quelle di una cultura dell'età del ferro, nel VII secolo ancora agli inizi in quella zona d'Italia. I prodotti locali, ceramiche a impasto, ornamenti e armi di bronzo e di ferro, continuarono a venir fabbricati senza grossi mutamenti nei due secoli successivi, durante i quali i Sanniti andarono consolidando i loro stati tribali. Caratteristica di questo periodo è il fatto che non venne realmente assimilato alcun influsso significativo proveniente dall'esterno. Dal 400 a.C. in poi l'assimilazione di influssi greci diventa sempre più evidente. In tutta l'Italia sabella si ritrova lo stesso fenomeno predominante: i modelli greci perdono le loro qualità essenziali per acquistare una individualità rustica, aspra ed espressiva tipicamente italica, caratteristica evidente negli oggetti di terracotta, pietra e bronzo.
Pochi sono gli esemplari di arte figurativa del Sannio attribuibili al periodo precedente la fine del V secolo; a quel periodo viene fatta risalire la testa di terracotta proveniente da Triflisco conservata nel museo di Santa Maria Capua Vetere, testa inghirlandata di un uomo con barba, a grandezza naturale. La terracotta continuò a venire usata molto a lungo nei secoli seguenti.
Pochissime sono le sculture in pietra provenienti dal Sannio che ci siano pervenute. Gli oggetti di bronzo sono più numerosi, soprattutto statuette di guerrieri, rappresentanti di solito il dio Mamerte o Ercole.
Per ciò che riguarda la pittura, il Sannio non offre nulla, tuttavia le pitture tombali dei vicini popoli sabelli sono le più notevoli manifestazioni artistiche tra i popoli di lingua osca: le loro scene gettano luce sulla vita e sul costume sannitico. I temi sono in larga misura greci, la tecnica etrusca. Un importante esempio di pittura sannita è nel sito archeologico di Nola, con raffigurazione di soldati nel sepolcro funebre. Sembra che i Sanniti ignorassero l'arte di dipingere i vasi, tranne alcuni esempi come il "Cratere d'Avalos" o il vaso Capuano di Menelao che uccide Paride.

### Architettura

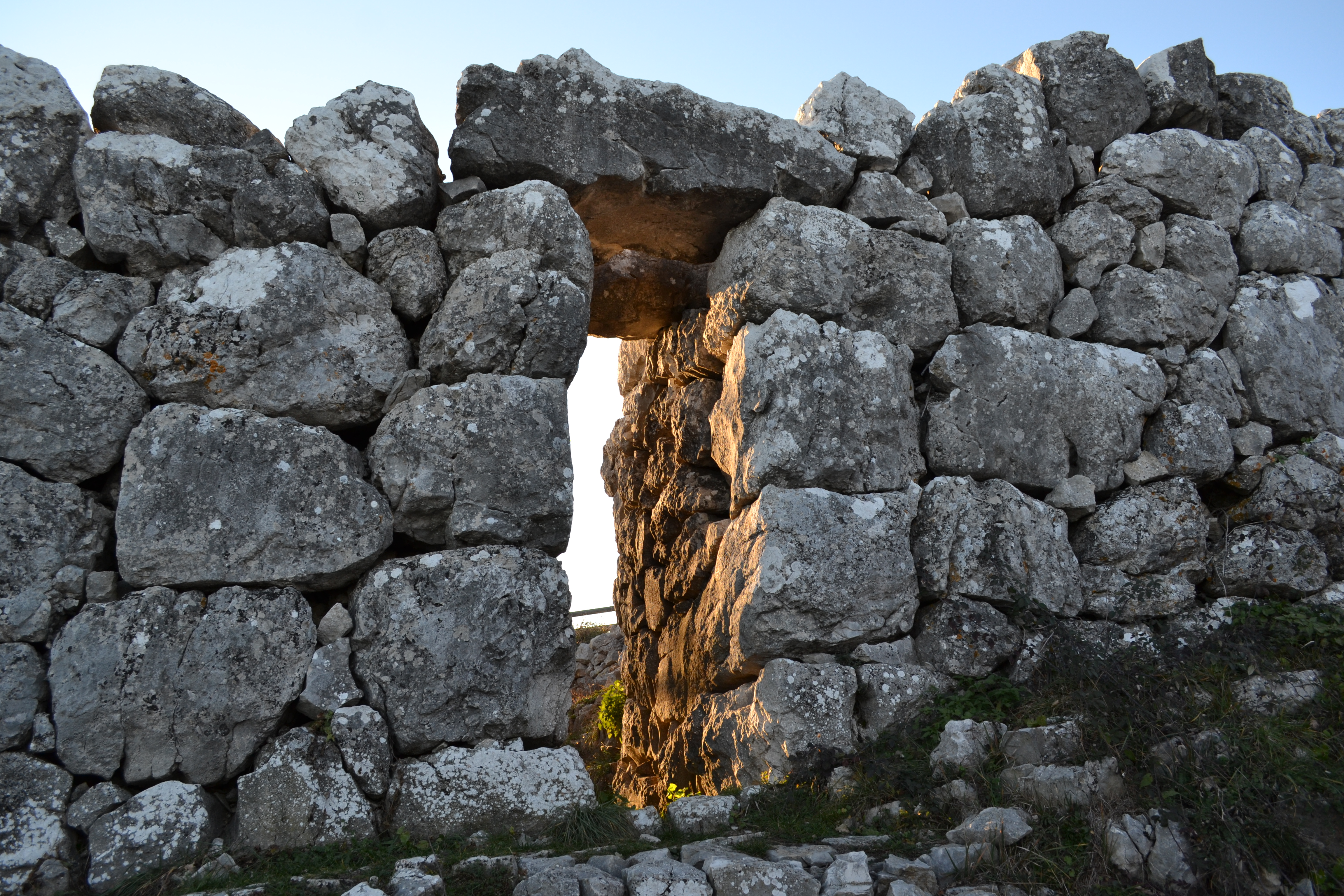
Mura ciclopiche di Pallanum

Nonostante le ripetute distruzioni perpetrate dai Romani e da altri dopo di loro, resti di architettura sannita esistono ancora. Le fortificazioni poligonali erette in cima ai monti sono i più antichi monumenti degni di nota del Sannio, costruite nel cosiddetto stile ciclopico. Esempi sono presenti in Abruzzo (le mura di Pallanum) e in Molise (fortificazioni di Duronia, la Civita Superiore di Bojano e la primitiva fortificazione di Venafro). Massi grezzi o approssimativamente lavorati, in roccia calcarea, di moderate dimensioni, venivano sovrapposti senza cemento, tenuti insieme dal loro stesso peso. Nonostante i loro limiti, queste mura servirono forse da prototipi per i poligonali di tipo più perfezionato che segnano i progressi dell'espansione romana.
Poco possiamo dire degli edifici pubblici sanniti, non essendo sopravvissuta nessuna costruzione che si possa identificare con certezza come la sede di un consiglio o di un altro organismo governativo sannita. È presumibile che i loro edifici fossero costruiti con i semplici materiali locali, e non con costosi materiali d'importazione, e che non avessero caratteristiche monumentali. Probabilmente gli edifici pubblici più importanti erano i templi e i teatri, qualcuno dei quali si è salvato (l'acropoli di Aufidena).
Le case dei Sanniti rispecchiavano inevitabilmente la loro povertà: la parola osca che significava casa era triibon (cfr. il latino trabem, "trave") ciò fa pensare che le case dei Sanniti fossero di legno, come è normale in una società contadina. La maggior parte della popolazione doveva vivere in abitazioni semplici, primitive, presumibilmente composte da una sola stanza. Molte di esse erano semplicemente dei ricoveri provvisori, adatti alle esigenze dei pastori che si spostavano coi loro greggi.

## Religione
La religione svolgeva un ruolo importante nella vita dei Sanniti. Per essi l'esistenza e l'attività umana nel suo complesso erano legate alla volontà divina e ne costituivano il risultato. Nella religione dei Sanniti si intrecciavano vari filoni. Gli elementi greci ed etruschi si combinano con animismo, e dunque anche feticismo e magia, antropomorfismo e personificazione di astrazioni, nonché teriomorfismo (l'animale-guida del Ver Sacrum).
Caratteristica della religione sannita è la polilatria: i Sanniti, al pari di altri popoli italici, usavano lo stesso luogo per il culto contemporaneamente di due o più dei. Tali dei erano inoltre fortemente specializzati. I Sanniti, popolo di agricoltori, concepivano il proprio mondo come popolato di poteri e spiriti misteriosi che ispiravano timore reverenziale e con cui era necessario instaurare buone relazioni. Questi numina non erano necessariamente asessuati e privi di rapporti di parentela, benché la concezione di alcuni di essi fosse notevolmente vaga. Probabilmente non venivano immaginati in forma umana, e il loro nome, numero e sesso sono talora incerti. Di questi spiriti, sia benevoli che malevoli, si doveva conquistare il favore ed evitare l'inimicizia. Nella casa era necessario mantenere la benevolenza delle forze immanenti a zone cruciali come la porta, il focolare e la dispensa; nei campi, quella degli spiriti dei confini, delle sommità, delle caverne, dei boschi, dei ruscelli, delle sorgenti e dei luoghi di sepoltura.
Documento preziosissimo per ciò che riguarda gli elementi della religione sannita è costituito dalla Tavola Osca, una tavoletta di bronzo, risalente al 250 a.C. circa, perfettamente conservata, che misura 27x15 centimetri e che si trova al British Museum. Entrambe le facce recano iscrizioni in osco. Sono qui menzionate 17 divinità, se si contano i due aspetti di Giove, tutte connesse con l'agricoltura, i cui altari si trovavano nell'hortus, uno di quei boschetti sacri molto comuni nell'Italia arcaica. Di seguito vengono elencate le divinità nominate sulla tavoletta:
- Kerres - Cerere (probabilmente già in seguito alla sua identificazione con la dea greca Demetra), la divinità cui era dedicata l'area sacra;
- Vezkeí – Non sembra possibile ricavare un nominativo certo di questo dativo osco;
- Evklúí Patereí – Mercurio, nel suo aspetto di psychopompos;
- Futreí Kerríiaí - Persefone figlia di Cerere;
- Anter Stataí - Stata Mater, la levatrice che “sta in mezzo” durante il parto;
- Ammaí Kerríiaí - Maia, dea italica della primavera;
- Diumpaís Kerríiaís - Le Ninfee delle sorgenti;
- Liganakdíkei Entraí - Divinità legata alla vegetazione ed ai frutti;
- Anafríss Kerríiuís - Le Ninfee delle piogge;
- Maatúís Kerríiúís - Dea italica le cui funzioni erano connesse con il parto e l'allattamento, nonché dispensatrice di rugiada per i raccolti;
- Diúveí Verehasiúí - Giove Virgator, che presiedeva all'alternarsi delle stagioni;
- Diúveí Regatureí - Giove Pluvio;
- Hereklúí Kerríiuí - Ercole;
- Patanaí Piístíaí - Dea della vinificazione, e che faceva aprire le spighe per la trebbiatura;
- Deívaí Genetaí - Mana Geneta;
- Pernaí Kerríiaí - Pales, la dea dei pastori; forse era la dea del parto felice.
- Fluusaí – Flora (divinità), protettrice dei germogli.

Un dio a cui i Sanniti erano particolarmente devoti era Marte, Mamerte col nome sannita. Resta in dubbio se questi fosse in primo luogo un dio della guerra o dell'agricoltura. Era connesso con la primavera e la fecondità e proteggeva i campi, il raccolto e il bestiame, tuttavia era anche il dio della giovinezza e in quanto tale era dotato di forza e abilità nel combattere: fu forse grazie ai Sanniti che in Italia la sua immagine guerriera finì per predominare.
Altre divinità erano care ai Sanniti. Diana, le cui caratteristiche marziali si identificavano con le virtù guerriere sannite. La dea Terra. Angitia, dea della guarigione e della sicurezza.
Dalla tavoletta di Agnone appare chiaro che la religione sannita comprendeva, oltre a divinità originarie italiche, anche alcune greche: Ercole, Castore e Polluce, le ninfe, Apollo, Ermes e Dioniso.
Verso il tardo II secolo a.C. l'applicazione della mitologia greca agli dei italici causò una metamorfosi del concetto sannita di divinità. Inoltre, a quel punto anche gli influssi romani avevano cominciato a farsi sentire. Quando la civiltà osca ricevette il colpo di grazia a Porta Collina nell'82 a.C. la religione olimpica finì a quel punto per predominare tra i sanniti.
I meddices, in particolare il meddix tuticus avevano un preciso ruolo nella vita religiosa dello stato: essi erano supervisori ufficiali per garantire che tutti i particolari del rituale di alcune cerimonie fossero osservati scrupolosamente. Dovevano anche esserci dei sacerdoti e altri funzionari incaricati di sorvegliare e regolamentare lo svolgimento delle celebrazioni di stato, di fissare le date del periodo intercalare, di definire i confini dei santuari, di prendersi cura delle più antiche testimonianze e, verosimilmente, di adattare la vita religiosa dei loro stati ai mutamenti provocati dalla dominazione romana.

### Fonti primarie
- Tito Livio, Ab Urbe condita libri.

### Letteratura storiografica
- Giacomo Devoto, Gli antichi Italici, 2ª ed., Firenze, Vallecchi, 1951.
- Adriano La Regina, I Sanniti, in Carmine Ampolo (a cura di), Italia omnium terrarum parens, Milano, Scheiwiller-Credito Italiano, 1989,  pp. 299-432.
- Giuseppe Micali, Storia degli antichi popoli italiani, 2ª ed., Milano, Tipografia di Ranieri Fanfani, 1836.
- Edward Togo Salmon, Il Sannio e i Sanniti, Torino, Einaudi, 1995. Ed. or. (EN) Samnium and the Samnites, Cambridge University Press, 1967, ISBN 9780521061858.
- Francisco Villar, Gli Indoeuropei e le origini dell'Europa, Bologna, Il Mulino, 1997, ISBN 88-15-05708-0.

### Atti, miscellanee e riviste
- Sopraintendenza archeologica di Roma, L'Italia dei Sanniti, Milano, Electa, 2000. Guida della mostra tenuta a Roma dal 14 gennaio al 19 marzo 2000 che presenta un excursus sui principali aspetti storici ed artistico-archeologici della civiltà sannita.

### Contesto storico generale
- Italici
- Lingue osco-umbre
- Osci
- Osco-umbri
- Saticula

### Rapporti con Roma
- Guerre pirriche
- Guerre sannitiche
  - Battaglia delle Forche Caudine
  - Battaglia di Aquilonia
  - Battaglia di Boviano
  - Battaglia di Suessula
- Seconda guerra punica
- Guerra sociale
- Guerra civile romana (83-82 a.C.)
  - Battaglia di Porta Collina